# 赖伊库尔
赖伊库尔（法語：Raillicourt）是法国香槟-阿登大区阿登省的一个市镇，属于沙勒维尔-梅济耶尔区锡尼拉拜县。该市镇2009年时的人口为202人。

## 人口
赖伊库尔人口变化图示
| 数据来源：INSEE |